# روبرتو آلسانتارا بالستیروس
روبرتو آلسانتارا بالستیروس (به پرتغالی: Roberto Alcântara Ballesteros) مهاجم اهل برزیل است که در شهر اوزاسکو و در تاریخ ۲۵ ژوئیهٔ ۱۹۷۷ به دنیا آمده است.
روبرتو آلسانتارا بالستیروس در تیم‌های فوتبال Volta Redonda سابقهٔ حضور دارد.